# Phytotoma
A Phytotoma a madarak osztályának verébalakúak (Passeriformes) rendjébe és a kotingafélék (Cotingidae) családjába tartozó nem.

## Rendszerezésük
A nemet Juan Ignacio Molina írta le 1782-ben, jelenleg az alábbi 3 faj tartozik ide:
- chilei kaszálómadár (Phytotoma rara)
- keskenycsőrű kaszálómadár (Phytotoma rutila)
- perui kaszálómadár (Phytotoma raimondii)

## Előfordulásuk
Dél-Amerika területén honosak. A természetes élőhelyük a szubtrópusok vagy trópusok

## Megjelenésük
Testhosszuk 18–20 centiméter közötti.